# Mostra de Venise 2007
La Mostra de Venise 2007 — ou la 64e édition de la Mostra de Venise ou encore la 64e édition du Festival international du film de Venise (en italien : 64ª edizione della Mostra internazionale d'arte cinematografica) — est un festival de cinéma international qui s'est tenu à Venise en Italie du 29 août au 8 septembre 2007.

## Jury
- Zhang Yimou (président) : réalisateur  Chine
- Catherine Breillat : réalisatrice et scénariste  France
- Jane Campion : réalisatrice  Nouvelle-Zélande
- Emanuele Crialese : réalisateur  Italie
- Alejandro González Iñárritu : réalisateur  Mexique
- Ferzan Özpetek : réalisateur  Turquie- Italie
- Paul Verhoeven  : réalisateur  Pays-Bas

## Sélection

### En compétition
| Titre | Réalisation                     | Pays        | Distribution |
| --- | ------------------------------- | ----------- | --- |
| 12 | Nikita Mikhalkov                | Russie      | Sergueï Makovetski, Nikita Mikhalkov, Sergueï Garmach, Valentin Gaft, Alexeï Petrenko, Iouri Stoïanov               |
| À bord du Darjeeling Limited (The Darjeeling Limited)                                                             | Wes Anderson                    | États-Unis  | Owen Wilson, Adrien Brody, Jason Schwartzmann, Anjelica Huston, Natalie Portman                                     |
| Les Amours d'Astrée et de Céladon                                                                                 | Éric Rohmer                     | France      | Andy Gillet, Stéphanie Crayencour, Cécile Cassel, Véronique Reymond, Jocelyn Quivrin                                |
| L'Assassinat de Jesse James par le lâche Robert Ford (The Assassination of Jesse James by the Coward Robert Ford) | Andrew Dominik                  | États-Unis  | Brad Pitt, Casey Affleck, Mary-Louise Parker, Sam Rockwell, Sam Shepard, Jeremy Renner                              |
| Bang bang wo ai shen                                                                                              | Lee Kang-sheng                  | Taïwan      | Lee Kang-sheng, Liao Hui-Jen, Dennis Nieh, Ivy Yin                                                                  |
| Le Chaos..? (هي فوضى..؟)                                                                                          | Youssef Chahine, Khaled Youssef | Égypte      | Khaled Youssef, Menna Shalabi, Youssef El Sherif, Hala Sedki, Hala Fakher, Amr Abdel Gelil                          |
| Dans la vallée d'Elah (In the Valley of Elah)                                                                     | Paul Haggis                     | États-Unis  | Tommy Lee Jones, Charlize Theron, Susan Sarandon, Jason Patric, James Franco                                        |
| Dans la ville de Sylvia (En la ciudad de Sylvia)                                                                  | José Luis Guerín                | Espagne     | Xavier Lafitte, Pilar López de Ayala                                                                                |
| La Graine et le Mulet                                                                                             | Abdellatif Kechiche             | France      | Habib Boufares, Hafsia Herzi, Faridah Benkhetache, Sabrina Ouazani                                                  |
| L'heure de pointe (L'Ora Di Punta)                                                                                | Vincenzo Marra                  | Italie      | Fanny Ardant, Michele Lastella, Giulia Belivacqua, Augusto Zucchi, Antonio Gerardi                                  |
| I'm Not There | Todd Haynes                     | États-Unis  | Cate Blanchett, Richard Gere, Christian Bale, Heath Ledger, Ben Whishaw, Marcus Carl Franklin, Charlotte Gainsbourg |
| Il dolce e l'amaro                                                                                                | Andrea Porporati                | Italie      | Donatella Finocchiaro, Vincenzo Amato                                                                               |
| It's a Free World!                                                                                                | Ken Loach                       | Royaume-Uni | Kierston Wareing, Juliet Ellis, Leslaw Zurek, Raymond Mearns, Joe Siffleet                                          |
| Le Limier (Sleuth)                                                                                                | Kenneth Branagh                 | Royaume-Uni | Michael Caine, Jude Law                                                                                             |
| Lust, Caution (色、戒)                                                                                            | Ang Lee                         | Taïwan      | Tony Leung Chiu-wai, Tang Wei, Joan Chen, Wang Leehom                                                               |
| Mad Detective | Johnnie To et Wai Ka-fai        | Hong Kong   | Sean Lau, Lam Ka-Tung, Andy On, Kelly Lin                                                                           |
| Michael Clayton                                                                                                   | Tony Gilroy                     | États-Unis  | George Clooney, Tilda Swinton, Tom Wilkinson, Sydney Pollack                                                        |
| Nessuna qualità agli eroi                                                                                         | Paolo Franchi                   | Italie      | Bruno Todeschini, Elio Germano, Irène Jacob, Maria de Medeiros                                                      |
| Redacted | Brian De Palma                  | États-Unis  | Izzy Diaz, Rob Devaney, Ty Jones, Daniel Stewart Sherman, Patrick Carroll, Kel O'Neill                              |
| Reviens-moi (Atonement) (film d'ouverture)                                                                        | Joe Wright                      | Royaume-Uni | James McAvoy, Keira Knightley, Saoirse Ronan, Romola Garai, Vanessa Redgrave, Brenda Blethyn                        |
| La Ronde de nuit (Nightwatching)                                                                                  | Peter Greenaway                 | Royaume-Uni | Martin Freeman, Emily Holmes, Michael Teigen, Anja Antonowicz, Eva Birthistle                                       |
| Le Soleil se lève aussi (Tai yang zhao chang sheng qi)                                                            | Jiang Wen                       | Chine       | Jiang Wen, Joan Chen, Anthony Wong Chau-Sang, Jaycee Chan                                                           |
| Sukiyaki Western Django (Sukiyaki Uesutan Jango)                                                                  | Takashi Miike                   | Japon       | Hideaki Itō, Kōichi Satō, Yūsuke Iseya, Masanobu Ando, Shun Oguri, Quentin Tarantino                                |

### Hors compétition
- Nocturna, la nuit magique de Víctor Maldonado et Adrià García (France/Espagne)
- Tiantang kou (Blood Brothers) d'Alexi Tan (Taïwan/Chine/Hong Kong) avec Daniel Wu, Zhang Zhen

### Horizons
- Searchers 2.0 d'Alex Cox (USA) avec Del Zamora, Jaclyn Jonet, Ed Pansullo

### Journées des auteurs
- Freischwimmer (Head Under Water) de Andreas Kleinert (Allemagne) avec Frederick Lau, August Diehl
- The Speed of Life d'Ed Radtke (USA) avec Noah Fleiss, Matthew Davis

### 22esemaineinternationale de la critique
- 24 Mesures de Jalil Lespert (France) avec Benoît Magimel, Lubna Azabal, Sami Bouajila

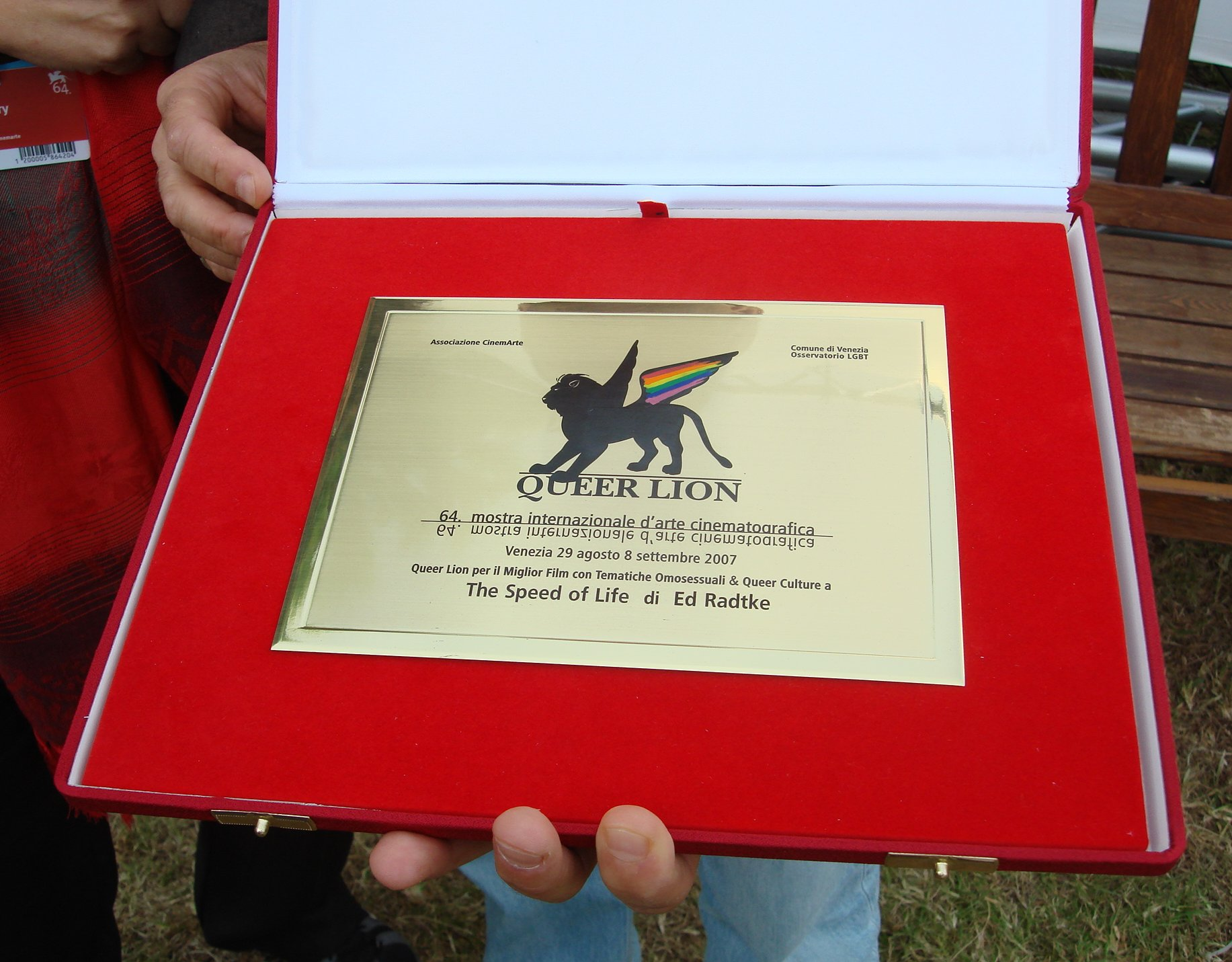
Le Queer Lion 2007 décerné à The Speed of Life d'Edward A. Radtke.

## Palmarès

### Prix artistiques
- Lion d'or pour le meilleur film : Lust, Caution (色、戒, Sè, jiè) d'Ang Lee
- Grand prix du jury : (ex æquo)
  - La Graine et le Mulet d'Abdellatif Kechiche
  - I'm Not There de Todd Haynes
- Lion d'argent pour le meilleur réalisateur : Brian De Palma pour Redacted
- Prix Osella pour le meilleur scénario : Paul Laverty pour It's a Free World!
- Prix Osella pour la meilleure contribution technique : Rodrigo Prieto pour Lust, Caution (色、戒, Sè, jiè)
- Coupe Volpi pour la meilleure interprétation masculine : Brad Pitt pour L'Assassinat de Jesse James par le lâche Robert Ford (The Assassination of Jesse James by the Coward Robert Ford)
- Coupe Volpi pour la meilleure interprétation féminine : Cate Blanchett pour I'm Not There
- Prix Marcello-Mastroianni (jeune acteur ou actrice) : Hafsia Herzi pour La Graine et le Mulet
- Petit Lion d'Or : Wes Anderson pour À bord du Darjeeling Limited (The Darjeeling Limited)

### Prix Horizons
- Prix Horizons pour la fiction : Sügisball (Autumn Ball) de Veiko Õunpuu (Estonie)
- Prix Horizons pour le documentaire : Wuyong (Useless) de Jia Zhangke
- Prix Horizons – Mention spéciale : Death in the Land of Encantos de Lav Diaz (Philippines)

### Prix spéciaux
- Prix Robert-Bresson (décerné par l'Église catholique) : Alexandre Sokourov
- Lion d'or pour la carrière :
  - Lion d'or d'honneur : Tim Burton
  - Lion d'or pour le 75e anniversaire à : Bernardo Bertolucci
- Lion spécial pour l'ensemble de l'œuvre : Nikita Mikhalkov
- Lion du futur (prix Luigi-De-Laurentis pour la meilleure première œuvre) : La zona de Rodrigo Plá (Mexique)
- Lion Court Très Court pour le meilleur court métrage : Dog Altogether de Paddy Considine (Royaume-Uni)